# Assedio di Cartagena de Indias
L'assedio o battaglia di Cartagena de Indias, svoltosi dal 13 marzo al 20 maggio 1741, fu l'episodio decisivo della guerra dell'orecchio di Jenkins.
Ideata dal governo britannico per portare un colpo decisivo all'impero coloniale spagnolo, si rivelò il più grande disastro navale della storia britannica.

## Antefatti
In seguito alle proteste del capitano inglese Robert Jenkins, che accusava gli spagnoli di avergli tagliato un orecchio, le tensioni preesistenti tra il regno di Spagna e quello di Gran Bretagna in campo commerciale e coloniale sfociarono in guerra aperta. L'ammiraglio inglese Edward Vernon riuscì a conquistare la città spagnola di Portobelo, sull'istmo di Panama, infliggendo un duro colpo al sistema difensivo spagnolo. Vista la facilità con cui gli inglesi ottennero la vittoria, venne ideato un attacco ben più grande.

## Preparazione

### Gli spagnoli

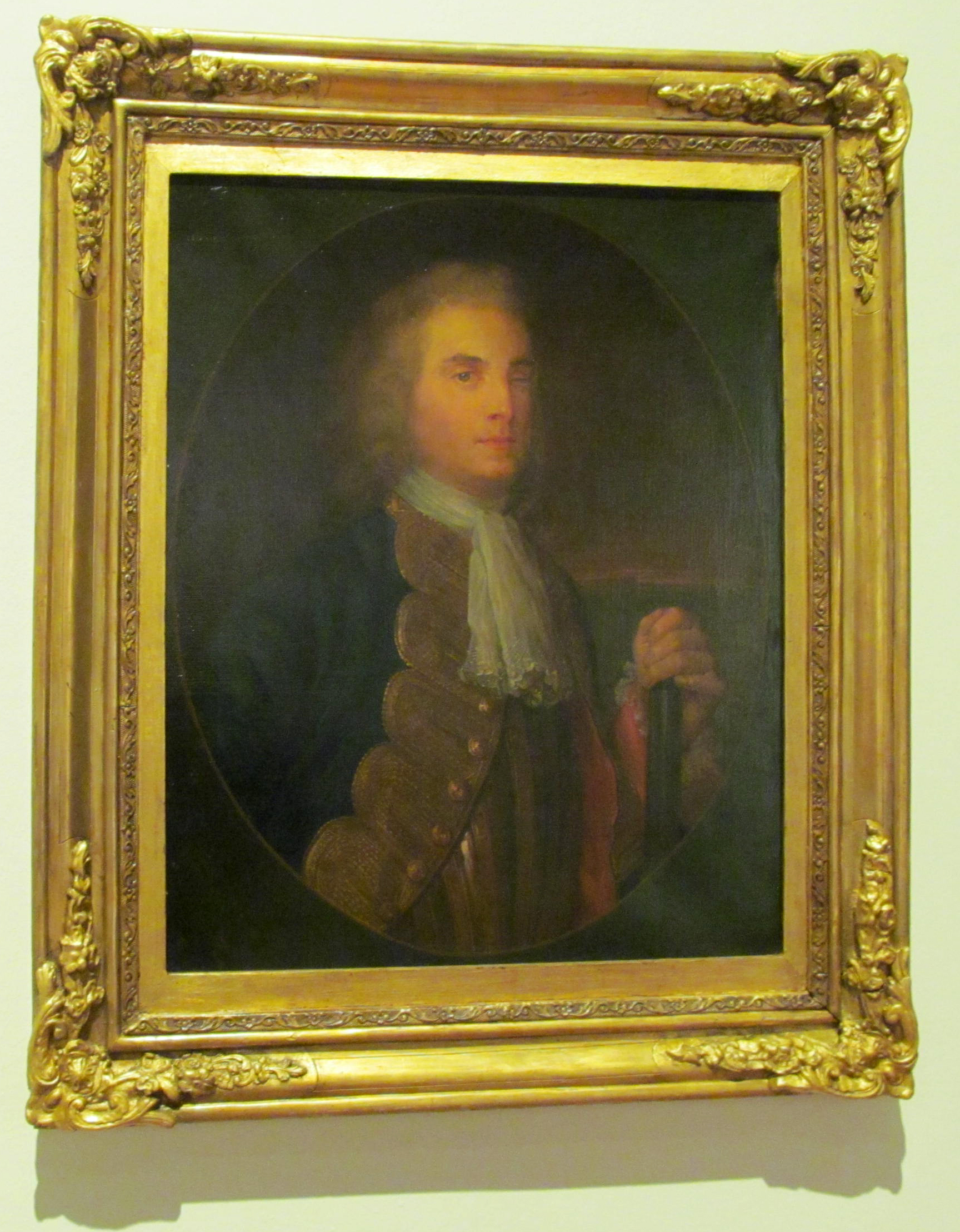
Il teniente general de la Armada don Blas de Lezo, eroe della difesa di Cartagena

La città di Cartagena de Indias era stata vittima di ripetuti assedi nei secoli precedenti, a opera sia di corsari inglesi come Drake, sia di bucanieri e marinai francesi; nel 1697 i francesi agli ordini di Du Casse e del barone de Points avevano occupato brevemente la città. Negli ultimi decenni gli spagnoli la avevano dotata di fortificazioni che si possono ammirare tuttora. Cartagena era governata dal viceré Sebastian de Eslava e difesa militarmente dall'ammiraglio don Blas de Lezo, ufficiale di lungo corso, soprannominato Mediohombre (mezzouomo) per le ferite riportare al servizio della Spagna. Disponeva di 1 100 soldati regolari e 6 navi di linea, a cui andavano sommati la milizia, neri affrancati e 300 indiani, per un totale di circa 3 600 uomini.

### Gli inglesi
Gli inglesi misero insieme un corpo di spedizione di 12/15000 soldati, per un terzo nordamericani e neri della Giamaica, 29 navi di linea, 22 fregate e navi da guerra minori e 135 trasporti. Non vi era però un comando unificato: lord Charles Cathcart, designato comandante in capo, morì durante la traversata, quindi la flotta rimase sotto il comando del viceammiraglio Vernon, mentre le truppe da sbarco erano affidate al brigadiere generale Thomas Wentworth. I rapporti fra i due furono spesso tesi e questa si rivelerà una delle cause dell'insuccesso.

## La battaglia
La flotta raggiunse la baia il 13 marzo 1741, iniziando lo sbarco 9 giorni dopo, scatenando l'attacco contro le fortificazioni esterne il 6 aprile. La caduta della fortezza di San Luis, a difesa della baia esteriore, permise agli assedianti di penetrare nella laguna interna. Blas de Lezo ordinò di affondare i vascelli spagnoli per evitare che venissero catturati dagli inglesi, rinforzando le difese della fortezza di San Felipe, a difesa della città.
Intanto la febbre gialla iniziava a mietere un gran numero di vittime nell'esercito assediante, così che quando venne ordinato l'assalto generale il 12 aprile solamente una parte degli effettivi era disponibile per l'azione, che si concluse in un insuccesso per gli inglesi. Un successivo assalto notturno fallì miseramente. Il numero dei morti e dei malati, la difficoltà nel tenere le posizioni e l'approssimarsi della stagione delle piogge spinsero i comandanti inglesi a ordinare la ritirata il 20 maggio, dopo aver distrutto le fortificazioni conquistate e bruciato le navi inservibili per la mancanza di equipaggi.

## Conseguenze
Gli inglesi ebbero tra gli 8 000 e i 10 000 morti, la maggior parte dei quali per malattia, tanto che quando il corpo di spedizione ritornò in patria era ridotto a un decimo. Il valoroso don Blas de Lezo morì pochi mesi dopo per tifo. La sconfitta impedì agli inglesi di assumere il controllo dell’istmo e di conquistare Panama ritardando di molto il crollo dell’impero spagnolo delle Indie e l’affermazione di quello britannico.

## Ordine di battaglia

### Flotta spagnola
La flotta spagnola nelle Antille era divisa in due distinte squadre: una agli ordini del tenente generale don Rodrigo de Torres y Morales con base a l'Avana, l'altra agli ordini del tenente generale don Blas de Lezo con base a Cartagena de Indias.
| Nave         | Cannoni | Comandante                                                             | Note                                                                                   |
| ------------ | ------- | ---------------------------------------------------------------------- | -------------------------------------------------------------------------------------- |
| San Felipe   | 8       | Capitano di vascello don Daniel Huoni                                  | Affondato per impedire il passaggio degli inglesi                                      |
| Galicia      | 70      | Tenente generale don Blas de Lezo, capitano di fregata don Juan Jordan | Catturato dagli inglesi e affondato il 28 aprile                                       |
| San Carlos   | 66      | Capitano di vascello don Félix Celdran                                 | Affondato il 5 aprile nel canale di Bochachica per impedire il passaggio degli inglesi |
| Conquistador | 64      | Sconosciuto                                                            | Affondato per impedire il passaggio degli inglesi                                      |
| Africa       | 60      | Capitano di fregata don José Caamano                                   | Affondato per impedire il passaggio degli inglesi                                      |
| Dragon       | 60      | Capitano di vascello don Francisco José de Ovando                      | Affondato per impedire il passaggio degli inglesi                                      |

### Flotta inglese
Quello che segue è un elenco parziale della flotta inglese.
| Nave                  | Cannoni | Comandante                                                            | Note |
| --------------------- | ------- | --------------------------------------------------------------------- | ---- |
| Princesse Caroline    | 80      | Viceammiraglio Edward Vernon, capitano Thomas Watson                  |      |
| Shrewsbury            | 80      | Contrammiraglio Chaloner Ogle, capitano Isaac Townsend                |      |
| Boyne                 | 80      | Commodoro Richard Lestock                                             |      |
| Suffolk (70)          | 70      | Thomas Danvers                                                        |      |
| Prince Frederick (70) | 70      | Aubrey Beauclerk (1710-1740/41), The Hon. Edward Boscawen (1711-1761) |      |
| Burford               | 70      | Thomas Griffin                                                        |      |
| Hampton Court         | 70      | Digby Dent                                                            |      |
| Deptford (60)         | 60      | Christopher Pocklington (d.1766), Savage Mostyn (1713-1757)           |      |
| Jersey (60)           | 60      | Edmund Williams (d.1751/52), Peter Lawrence (d.1758)                  |      |
| Lion (60)             | 60      | William Smith, Charles Cotterel (d.1754)                              |      |
| Princess Louisa (60)  | 60      | Thomas Waterhouse (d.1743), Miles Stapleton (d.1750)                  |      |
| Dunkirk (60)          | 60      | Thomas Cooper (d.1761)                                                |      |
| Weymouth (60)         | 60      | Charles Knowles (1704-1777)                                           |      |
| Rippon (60)           | 60      | Thomas Jolley (d.1741)                                                |      |
| Tilbury (60)          | 60      | Robert Long (d.1771)                                                  |      |
| Windsor (60)          | 60      | George Berkeley (d.1746/47)                                           |      |
| Worcester (60)        | 60      | Perry Mayne (c.1697-1761)                                             |      |
| Defiance (60)         | 60      | John Trevor (d.1741)                                                  |      |
| Strafford             | 60      | Thomas Trevor                                                         |      |
| Lichfield (50)        | 50      | Peter Osborn (d.1753), William Cleland (d.1744)                       |      |
| Falmouth (50)         | 50      | William Douglas (d.1741)                                              |      |
| Anglesea (40)         | 40      | Henry Reddish (d.1742)                                                |      |
| Princess Royal (24)   | 18      | Nathaniel Tucker                                                      |      |
| Success (24)          | 8       | Daniel Hore (d.1762)                                                  |      |
| Astrea Prize (20)     | 20      | James Scott                                                           |      |
| Experiment (20)       | 20      | James Rentone (d.1747/48)                                             |      |
| Squirrel (20)         | 20      | Peter Warren (1703-1752)                                              |      |
| Scarborough (18)      | 18      | William Carter (d.1743)                                               |      |
| Aetna (8)             | 8       | Benjamin Fenwick (d.1757)                                             |      |
| Alderney (8)          | 8       | Henry Ward (d.1766)                                                   |      |
| Cruizer (8)           | 8       | Francis Wakeman (d.1741)                                              |      |
| Cumberland (8)        | 8       | Robert Maynard (d.1750), Thomas Broderick (1704-1769)                 |      |
| Eleanor (8)           | 8       | Henry Dennis (d.1757)                                                 |      |
| Firebrand (8)         | 8       | Isaac Barnard (d.1758)                                                |      |
| Phaeton (8)           | 8       | Silvester Kennedy (d.1756)                                            |      |
| Strombolo (8)         | 8       | Thomas Langstaffe (d.1742), William Hay                               |      |
| Vesuvius (8)          | 8       | Edward Guy (d.1741)                                                   |      |
| Vulcan (8)            | 8       | Thomas Pellatt                                                        |      |
| Terrible (6)          | 6       | Edward Allen (d.1744)                                                 |      |